# Liste der Biografien/Marn
Liste der Biografien |
Portal Biografien |
Personensuche
# |
A |
B |
C |
D |
E |
F |
G |
H |
I |
J |
K |
L |
M |
N |
O |
P |
Q |
R |
S |
T |
U |
V |
W |
X |
Y |
Z |
?
 
Ma |
Mb |
Mc |
Md |
Me |
Mf |
Mg |
Mh |
Mi |
Mj |
Mk |
Ml |
Mm |
Mn |
Mo |
Mp |
Mq |
Mr |
Ms |
Mt |
Mu |
Mv |
Mw |
Mx |
My |
Mz
 
Maa |
Mab |
Mac |
Mad |
Mae |
Maf |
Mag |
Mah |
Mai |
Maj |
Mak |
Mal |
Mam |
Man |
Mao |
Map |
Maq |
Mar |
Mas |
Mat |
Mau |
Mav |
Maw |
Max |
May |
Maz
 
Mara |
Marb |
Marc |
Mard |
Mare |
Marf |
Marg |
Marh |
Mari |
Marj |
Mark |
Marl |
Marm |
Marn |
Maro |
Marp |
Marq |
Marr |
Mars |
Mart |
Maru |
Marv |
Marw |
Marx |
Mary |
Marz
Die Liste der Biografien führt alle Personen auf, die in der deutschsprachigen Wikipedia einen Artikel haben. Dieses ist eine Teilliste mit 28 Einträgen von Personen, deren Namen mit den Buchstaben „Marn“ beginnt.

## Marn
- Marn, Ervin (* 1986), slowenischer Naturbahnrodler

### Marna
- Marnat, Jean-Louis (1935–1985), französischer Autorennfahrer
- Marnau, Alfred (1918–1999), österreichischer Romanschriftsteller, Lyriker und Übersetzer
- Marnay, Eddy (1920–2003), französischer Songwriter, Texter und Komponist

### Marne
- Marne, Philippe de (1873–1955), französischer Autorennfahrer
- Marneffe, Ernest (1866–1920), belgischer Maler und Radierer
- Marner, Der, deutscher Minnesänger und Spruchdichter
- Marner, Mitchell (* 1997), kanadischer Eishockeyspieler
- Marner, Waldemar (1927–2003), deutscher Landrat
- Marneros, Andreas (* 1946), deutsch-zyprischer Psychiater und ehemaliger Hochschullehrer (Martin-Luther-Universität Halle-Wittenberg)
- Marnersdóttir, Malan (* 1952), erste feministische färöische Literaturwissenschaftlerin
- Marnette, Werner (* 1945), deutscher Manager und Politiker
- Marney, Dean (* 1984), englischer Fußballspieler
- Marney, Henry, 1. Baron Marney (1447–1523), englischer Staatsmann

### Marnh
- Marnhac, Xavier Bout de (* 1951), französischer General

### Marni
- Marni, Jeanne (1854–1910), französische Schriftstellerin
- Marnitz, Harry (1894–1984), deutscher Masseur und Arzt
- Marnitz, Ludwig von (1857–1929), deutscher Sprachlehrer und Professor an der Preußischen Kriegsakademie
- Marnitz, Meinhard (* 1902), deutscher SA-Führer
- Marnitz, Rolf (* 1925), deutscher Schauspieler, Regisseur, Hörspiel- und Synchronsprecher
- Marnitz, Viktor von (1890–1960), deutscher Offizier
- Marnitz, Xaver (1855–1919), deutsch-baltischer Propst und evangelischer Märtyrer
- Marnix, Jan van († 1567), niederländischer Widerstandskämpfer
- Marnix, Philips van (1540–1598), niederländischer Schriftsteller

### Marno
- Marno, Anna (* 1992), US-amerikanische Skirennläuferin
- Marno, Ernst (1844–1883), österreichischer Afrikaforscher
- Marnò, Mozhan (* 1980), US-amerikanische SchauspielerinMozhan Marnò (* 1980)

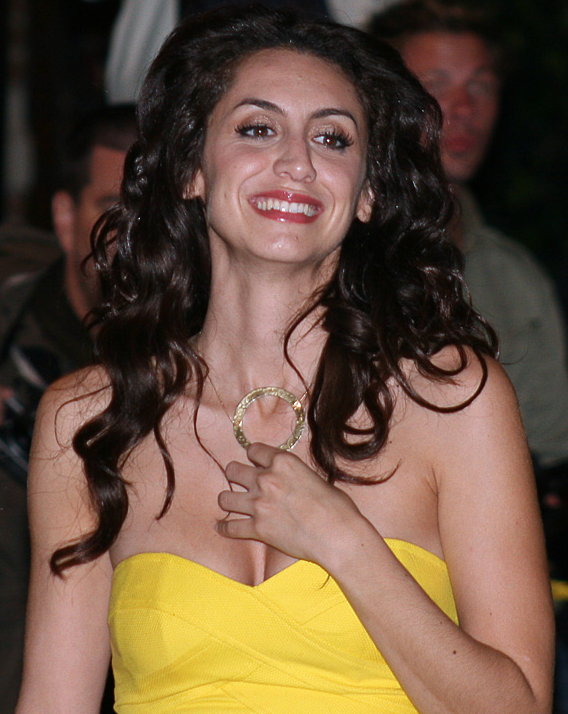
Mozhan Marnò (* 1980)

### Marnu
- Marnul, Kurt (1929–2023), österreichischer Bodybuilder, Gewichtheber und Kraftdreikämpfer